# Manuel Pérez Martínez (guerrillero)
Gregorio Manuel Pérez Martínez, alias "Poliarco" o  "El Cura Pérez" (Alfamén, Zaragoza, 9 de mayo de 1943-Montañas de Santander, Colombia, 14 de febrero de 1998) fue un sacerdote  y guerrillero español.
Fue uno de los pioneros de la Teología de la Liberación, miembro, ideólogo y comandante en jefe del Ejército de Liberación Nacional (ELN).organización guerrillera insurgente, narcotraficante y terrorista.En 1973, al ser destituido como comandante Fabio Vásquez Castaño, primer jefe del ELN, Pérez ascendió a cargos directivos de la organización, y en 1978 pasó a ser responsable político y comandante de la organización guerrillera.

## Biografía
Pérez fue el mayor de dos hijos del matrimonio de Marcelino y Herminia, una pareja humilde de agricultores. A la edad de 12 años, fue enviado al seminario menor de Alcorisa (Teruel) y en 1959 pasó al seminario mayor de Zaragoza, donde estudió filosofía.

### Vida sacerdotal
En 1962, Pérez se adhirió a la Obra para la Cooperación Sacerdotal Hispano-Americana (OCSHA) y cursó sus estudios teológicos en un seminario en Madrid. Luego, fue ordenado por el Papa Pablo VI en Roma. Pérez sentía admiración por el sacerdote y sociólogo Camilo Torres Restrepo, quien se unió al ELN en 1965 y murió en el Combate de Patio Cemento (Santander) en 1966, y que inspiró en algunos clérigos la lucha guerrillera de la década de 1960 en América Latina. Admiraba al Che Guevara en la revolución cubana y luego su labor en Bolivia. En compañía de los sacerdotes José Antonio Jiménez Comín y Domingo Laín viajó a la República Dominicana, pero después de un tiempo fueron expulsados porque trabajaban en favor de los derechos humanos de un grupo de negros haitianos.
Al llegar a Colombia, Pérez, Laín y Jiménez intentaron luchar por la vía política al lado de la población de Chambacú, un barrio de bajos recursos de la ciudad de Cartagena de Indias.
Tras su activismo político, el Gobierno colombiano los expulsa. Pérez salió ocho meses después y clandestinamente de las islas Canarias en 1969, con una documentación falsa y acompañado por José Antonio Jiménez Comín y Domingo Laín, entró en el grupo Golconda para enrolarse en las filas del Ejército de Liberación Nacional (ELN), fundamentados en la teología de la Liberación. José Antonio Jiménez Comín murió en 1970 y Domingo Laín en 1974.

### Militancia guerrillera
El primer combate de Pérez ocurrió en 1970 en la población de San Juan de Carare (Santander), armado con una carabina 30.30, en donde se realizó un ataque contra el puesto de policía para robar el armamento. Para 1973, el ELN entra en crisis con la Operación Anorí y la huida de Fabio Vásquez Castaño, Pérez asume la comandancia del ELN, oficialmente en 1978 hasta 1998.
Fue el cura Pérez, quien convirtió la guerrilla del ELN en una implacable máquina de sembrar terror, guerrilla caracterizada por sus inclementes ejecuciones internas. En un momento de su historia habrían muerto más guerrilleros por fusilamientos internos que en los combates contra el Ejército Nacional de Colombia. También hizo de sus constantes ataques a los oleoductos rurales y extorsiones a personas y compañías petroleras una marca registrada de la guerrilla del ELN.
El ELN se reorganiza oficialmente en 1983 la Reunión de Héroes y Mártires de Anorí. Tras recobrar la capacidad militar y económica gracias a las extorsiones a las multinacionales alemana Mannesmann y la italiana Sicim, además de los ataques al oleoducto Caño Limón Coveñas. Pérez da al grupo guerrillero el nombre antepuesto de Unión Camilista - Ejército de Liberación Nacional, en honor a Camilo Torres Restrepo y con la llamada Trilateral Guerrillera del ELN, junto al Partido Revolucionario de los Trabajadores (PRT) y el Movimiento de Integración Revolucionario Patria Libre (MIR-PL).
Como comandante ordenó realizar más actividades en las zonas petroleras e influir en los sindicatos de trabajadores petroleros. Declaró a las multinacionales petroleras objetivo militar e inició la voladura de oleoductos con el argumento de que se estaban "llevando toda la riqueza del suelo colombiano".
En 1986 en la primera asamblea nacional, se conformó el Comando central (COCE) de 5 miembros y se dispuso la creación de los “frentes de guerra” (que deberían agrupar a los frentes de una misma región) dando a la organización una estructura federal. Se constituyeron 4 frentes de guerra: el nororiental, norte, noroccidental y suroccidental, prefigurando un quinto en el centro del país. En 1985 el ELN se une a la Coordinadora Nacional Guerrillera y en 1987 a la Coordinadora Guerrillera Simón Bolívar.
En 1989, Pérez fue excomulgado por la Iglesia Católica tras el cruel asesinato del obispo de Arauca, hoy Beato, Monseñor Jesús Emilio Jaramillo, el 2 de octubre de 1989, cuando realizaba un recorrido evangelizador por la zona del Sarare, y fue asesinado con impactos de fusil en la espalda y en la cara, y su cuerpo fue arrojado a la orilla de una trocha. El ataque fue atribuido al ELN.
En marzo de 1990 un falso rumor sobre su supuesto fusilamiento fue divulgado por la prensa. A finales 1990 con la muerte de Jacobo Arenas de las FARC-EP asume la comandancia de la Coordinadora Guerrillera Simón Bolívar. En 1993 propone diálogos de paz con el gobierno colombiano, los cuales se dieron infructuosamente a cabo en Caracas y Tlaxcala. En 1995 hasta antes de su muerte, además de los ataques del ELN en Venezuela, se presenta un debilitamiento del ELN por acción de los paramilitares y la expansión de las FARC-EP. Además, la fuerte oposición de Manuel Pérez al narcotráfico limitó las posibles fuentes de financiación.

### Familia
Pérez convivió con "Mónica", una exmonja vinculada a la guerrilla con la que tuvo una hija.

## Muerte
Su salud se deterioró vertiginosamente, después de llegar de un viaje a Cuba, donde le habían diagnosticado hepatitis C, pero a su regreso a las montañas de Colombia aún se mostraba sano y activo. Pérez murió después de contraer hepatitis C en algún lugar de las montañas del departamento de Santander, el 14 de febrero de 1998, una semana después de que la guerrilla del ELN se comprometiera a buscar la paz en un preacuerdo firmado en el Palacio de Viana en Madrid.
El ELN mantuvo en secreto la muerte de Pérez durante 51 días. Nicolás Rodríguez Bautista asumió el mando del ELN y comunicó a los entonces 53 "frentes de guerra" sobre la muerte del "Cura Pérez" y aseguró que el ELN "seguirá con la misma posición política", y pidió a la militancia "continuar luchando por la memoria del comandante muerto". La fecha de la muerte de Manuel Pérez Martínez se convirtió en una fecha conmemorativa dentro del ELN.

## Relacionado
- Documental de Yolanda Liesa y Francisco Palacios. "Liberación o Muerte. Tres curas aragoneses en la guerrilla colombiana".[38]
- Fue realizado un vino en su pueblo natal con su nombre.[39]